# Bibircsókos iszaptúróbéka
A bibircsókos iszaptúróbéka (Pelodytes punctatus) a kétéltűek (Amphibia) osztályába, ezen belül a békák (Anura) rendjébe és a iszaptúróbéka-félék (Pelodytidae) családjába tartozó faj.

## Elterjedése
Franciaország, Olaszország, Spanyolország és Portugália területén honos.

## Megjelenése
Testhossza 3,5–4,5 centiméter. Színe felül szürke, szürkésbarna vagy szürkészöld és olajzöld között váltakozik, apró, olajzöld, üvegzöld vagy élénk világoszöld, szabálytalan foltok tarkázzák, melyek azonban a hátulsó lábakon szabályos harántsávokká folyhatnak össze. Hasoldala fehér.

## Életmódja
Inkább éjjeli állat, csak a párzási időszak alatt látható nappal. Jól ugrik és úszik.

## Szaporodása
Évenként kétszer ívik, tavasszal és ősszel. Állóvízbe, növények közé 1000–1600 petét rak.
|  |